# Rolduc Abdijbier
Rolduc Abdijbier is een Nederlands abdijbier. De naam verwijst naar de voormalige Abdij Rolduc in Kerkrade.

## Geschiedenis
Zoals in vrijwel ieder klooster brouwden de monniken van Rolduc hun bier in een eigen brouwerij. In 1460 wordt dit voor het eerst vermeld, in de zeventiende eeuw voor het laatst, maar verder is er niets over bekend.
Een deel van de voormalige abdij is tegenwoordig congrescentrum. Rolduc Abdijbier werd aanvankelijk gebrouwen in opdracht van de eigenaars van het centrum, maar was ook elders verkrijgbaar. Het bier werd van 2002 tot 2016 volgens nieuw recept gebrouwen door een Belgische brouwerij in opdracht van het Maastrichtse bedrijf De Keyzer. Vanaf 2012 werd het bier gebrouwen door De Proefbrouwerij te Lochristi, Oost-Vlaanderen. Hoewel het bier de naam 'abdijbier' droeg, was het in deze periode geen echt abdijbier, omdat het niet gebrouwen werd in een abdij. De term abdijbier is echter niet beschermd en mag door iedereen gebruikt worden.
Na het faillissement van De Keyzer in 2016, wordt het bier sinds eind 2017 gebrouwen in de eigen microbrouwerij van Stichting Brouwgilde Abdij Rolduc anno 2013. Hiermee is het biermerk teruggekeerd naar de plaats van oorsprong. De brouwerij produceert daarnaast een vijftal andere biermerken, die alle in hun naam refereren aan het kloosterverleden.

## Het bier
Het door De Keyzer tot 2016 gebrouwen Rolduc Abdijbier was een hooggistend blond bier met een alcoholpercentage van 6,3%. Het was een ongefilterde tripel met nagisting in de fles. Dat wordt sinds 2017 gebrouwen op locatie in de Abdij Rolduc te Kerkrade. Anno 2021 is het bier verkrijgbaar in drie smaken: blond, dubbel en tripel.

## Het etiket
In de loop der jaren kregen de flesjes Rolduc Abdijbier andere etiketten, wel meestal met een afbeelding van de abdij. Gebleven is de Latijnse spreuk: Mens sana non potest vivere in corpore sicco. Vertaald luidt dit: "Een gezonde geest kan niet leven in een droog lichaam". De vermelding "Anno 1104" duidt op de stichting van de abdij. Dat er toen al bier werd gebrouwen, is geenszins bewezen.